# Alectrosaurus
Alectrosaurus ("osamocený ještěr") byl rod středně velkého teropodního dinosaura z nadčeledi tyranosauroidů. Tento dvounohý dravec žil v období svrchní křídy asi před 83 až 74 miliony let (geologický stupeň kampán) na území dnešního Mongolska a Číny.

## Tělesné rozměry
Tělesnými proporcemi se značně podobal svému slavnějšímu severoamerickému příbuznému tyranosaurovi, byl však podstatně menší (délka asi 5 metrů, hmotnost několik stovek kilogramů).

## Historie
Jediný známý druh A. olseni byl pojmenován podle George Olsena, který v roce 1923 objevil první fosilie alektrosaura během slavných amerických expedic do pouště Gobi. Holotyp (AMNH 6554) je tvořen částí kostry zadní končetiny, pocházející ze souvrství Iren Dabasu (dnes území čínské autonomní oblasti Vnitřního Mongolska). V poslední době bylo údajně objeveno množství nového fosilního materiálu (například ze souvrství Iren Dabasu), který snad mohl patřit také tomuto rodu (dosud však nebyl formálně popsán).
Blízce příbuzným druhem je Khankhuuluu mongoliensis, formálně popsaný v roce 2025.

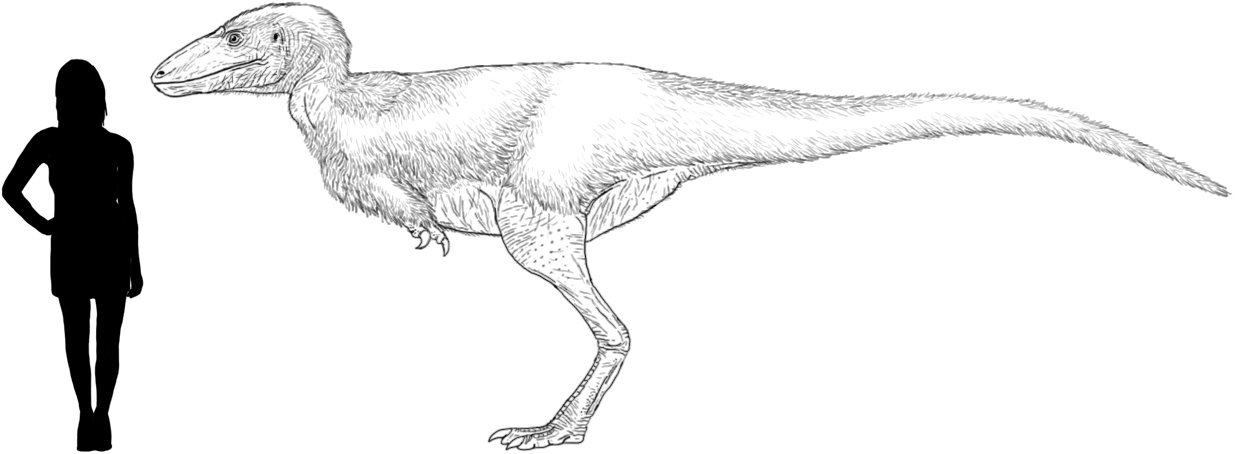
Velikostní srovnání člověka a alektrosaura.